# 高羽榮的三國志
《高羽榮的三國志》是三国演义的漫画版，由高羽榮于1978年至1980年在韩国经济日报上连载。

## 概述
1980年出版的漫画书又石出版社版充满了删减和修改，并于1990年代初在免费信息杂志交叉路上连载，但这个删除版本被连载了。
它于2002年10月18日由Anibooks重新出版为一本书。
Anibooks第一版已于2019年绝版，但第二版于 2019年7月发行。 2020年9月，第10卷通过文学东涅重新出版。

## 横山光輝三國志的影響
雖然《言義》是原著，但在出版時韓國還沒有《言義》的正確譯本，所以高佑榮根據日本横山光輝的《三國志》改編而成。例如，横山光輝的《三國志》的一個代表性特點就是，他去洛陽城給母親買茶，被黃巾紅軍俘虜，後來憑藉裝備保住了性命。了河裡。燕煥傑死後貂蟬自殺的部分是一樣的，劉備死的故事大約是後十卷的一半，徵伐南蠻的故事大約是兩頁，而諸葛亮死的故事只有後十卷的一半。這一部分也深受横山光輝的《三國志》的影響。